# Jean Revest
Pour les articles homonymes, voir Revest.
Jean Revest, né le 11 mai 1773 à Sète dans l'Hérault et mort le 8 mars 1845 à Lille, dans le Nord, est un général français de la Révolution et de l’Empire.

## Biographie

### Du fantassin à l'officier d'état-major
Il entre en service le 7 août 1792, comme sous-lieutenant au demi-bataillon de chasseurs du Midi et passe lieutenant le 7 septembre 1792, puis capitaine le 5 avril 1793, au 20e bataillon d’infanterie légère. De 1793 à 1795, il sert aux armées de Ouest et des Pyrénées orientales, et il est nommé adjudant-major le 24 novembre 1794. Le 28 février 1798, il devient aide de camp du général Chabert, puis le 16 octobre suivant il occupe la même fonction à l’état-major de la 17e division militaire. Passé aide de camp de l’adjudant général Evrard le 26 avril 1799, à l’armée du Danube, il se distingue lors des événements du 18 brumaire et reçoit un sabre d’honneur en récompense du zèle qu’il manifeste lors de cette journée. Le 12 décembre 1800, il passe adjoint à l’état-major de la 16e division militaire, et le 29 octobre 1803, il assure les mêmes fonctions dans la 2e division d’infanterie du général Vandamme au camp de Saint-Omer. Il est fait chevalier de la Légion d’honneur le 5 août 1804.

### Sous l'Empire
Il est promu chef de bataillon le 24 février 1805, et participe à la campagne d’Autriche en tant qu’adjoint à l’état-major de la 2e division d’infanterie. Il se distingue particulièrement à la bataille d’Austerlitz le 2 décembre 1805, et il est élevé au grade d’officier de la Légion d’honneur le 26 décembre 1805. Le 22 mai 1806, il devient aide de camp du général Vandamme, et le 28 janvier 1807, lors du siège de Schweidnitz, il charge l’ennemi avec un brigadier et 7 chasseurs, faisant 100 prisonniers. Il passe adjudant commandant le 21 juin 1807. Envoyé en Espagne au 2e corps d’observation de la Gironde, il rejoint en 1808 le 6e corps d’armée. Le 5 avril 1809, il est affecté au 9e corps de l’armée d’Allemagne, et en septembre il en devient chef d’état-major. En 1810 et 1811, il est en garnison au camp de Boulogne, et il est créé chevalier de l’Empire le 22 octobre 1810.
Le 2 mars 1812, il passe chef d’état-major du 8e corps de la Grande Armée, pendant la campagne de Russie. Le 7 mars 1813, il exerce la même fonction dans la 2e et 5e division d’infanterie sous le commandement du général Vandamme, et il est promu général de brigade le 15 juin 1813. Chef d’état-major du 1er corps d’armée le 1er juillet, il est fait prisonnier le 11 novembre 1813, après la capitulation de Dresde. Il est créé baron de l’Empire par décret impérial le 26 septembre 1813, et il est confirmé baron héréditaire par lettres patentes du 19 avril 1817. De retour en France le 29 mai 1814, il est fait chevalier de Saint-Louis le 11 septembre 1814, et il est nommé commandeur de la Légion d’honneur le 14 février 1815. Pendant les Cent-Jours, il prend le commandement de la 1re brigade de la 23e division d’infanterie du 7e corps d’observation le 23 avril 1815, et le 5 juin il est affecté comme chef d’état-major du 3e corps d’armée du général Vandamme. Le 17 juin, il est à Paris et ne participe pas à la campagne en Belgique. Le 3 juillet 1815, alors que se déroule devant Paris le combat d'Issy, il est envoyé comme parlementaire vers les lignes prussiennes pour demander au général von Zieten que les représentants désignés à cette fin par le gouvernement français soient admis à venir négocier les conditions d'un armistice. Il meurt le 8 mars 1845, à Lille.

## Dotation
- le 17 mars 1808, rente de 2 500 francs sur le Mont-de-Milan, et sur Erfurt par décret du 15 août 1809.

## Armoiries
| Figure | Nom du baron et blasonnement |
| ------ | --- |
|        | Armes du baron Jean Revest et de l'Empire, décret du 15 août 1809, lettres patentes du 22 octobre 1810, commandeur de la Légion d'honneur D'azur au lieu naissant d'or, soutenu de sinople et surmonté de trois étoiles ne fasce d'argent : le tout soutenu d'une champagne du tiers de l'écu de gueules au signe des chevaliers légionnaires - Livrées : les couleurs de l'écu, le verd en bordure seulement. |

## Sources
- (en) « Generals Who Served in the French Army during the Period 1789 - 1814: Eberle to Exelmans »
- Thierry Pouliquen, « Les généraux français et étrangers ayant servis [sic] dans la Grande Armée » (consulté le 14 novembre 2014)
- « La noblesse d’Empire » (consulté le 14 novembre 2014)
- Vicomte Révérend, Armorial du premier empire, tome 4, Honoré Champion, libraire, Paris, 1897, p. 133.
- « Cote LH/2306/44 », base Léonore, ministère français de la Culture
- Arthur Chuquet, Ordres et apostilles de Napoléon (1799-1815), paris, librairie ancienne Honoré Champion, 1911, p. 213
- Charles Théodore Beauvais et Vincent Parisot, Victoires, conquêtes, revers et guerres civiles des Français, depuis les Gaulois jusqu’en 1792, tome 26, C.L.F Panckoucke, janvier 1822, 414 p. (lire en ligne), p. 159.
- (pl) « Napoléon.org.pl »